# Королівство Кент
Королівство Кент було засновано ютами в південно-східній Англії. Воно традиційно входить до складу семи королівств так званої англосаксонської гептархії.

## Історія
Кент, перше «варварське» («англійське») королівство, засноване близько 475 в Британії англосаксами, існувало задовго до «великого вторгнення англосаксів». Названий на ім'я корінного бриттського племені кантів, Кент раніше був постримським британським графством, а ще раніше племінним королівством залізної доби. Його перетворення в «англійське» королівство почалося після того, коли король Британії Вортігерн вигнав останнього місцевого британського правителя Гуйангона і віддав Кент ватажку варварів Хенгісту. Чи то вони оселилися тут за власною ініціативою, чи то були запрошені Вортігерном для допомоги у відбитті спустошливих набігів піктів і скотів — неясно. Найпомітнішими фігурами серед перших прибульців були брати Хенгіст та Хорса — не то сакси, не то юти, що влаштувалися в Кенті попри запеклий опір Вортігерна, а згодом і його сина Вортімера. До часу смерті Хенгіста варвари повністю захопили Кент (488). Столицею цієї держави було місто Кентербері, населене переважно ютами.
Більша частина королівства Кент знаходилася на території сучасного графства Кент.